# Сервис туннелей
Сервис туннелей (tunnel broker) — сервис, предоставляющий пользователям доступ к какой-либо сетевой инфраструктуре поверх существующей с помощью протоколов туннелирования.
На 2011 год наиболее распространены сервисы туннелей IPv6, которые предоставляют доступ к IPv6 поверх существующих соединений IPv4. Их распространение связано с тем, что большинство Интернет-провайдеров еще не предоставляют своим пользователям, особенно домашним, соответствующие услуги.

## Реализация
Для услуг IPv6 поверх IPv4 как правило применяется протокол 6in4, инкапсулирующий пакеты IPv6 в пакеты IPv4. Также существуют протокол AYIYA, инкапсулирующий IPv6 в UDP и обеспечивающий целостность пакетов.
Туннели на стороне клиента могут настраиваться статически, либо динамически — с помощью утилиты AICCU (Automatic IPv6 Connectivity Client Utility).

## Проблемы
Статически конфигурируемые туннели требует постоянного IP-адреса клиента, что может стать проблемой, если провайдер использует динамические адреса. При использовании автоматической настройки эта проблема стоит менее остро.
Использование протокола 6in4 за NAT также может быть затруднительным, поскольку он является протоколом без состояния.

## Список известных сервисов туннелирования IPv6
- Hurricane Electric[2]. Использует статически настраиваемые туннели по протоколу 6in4, выделяет подсеть /64 или /48, позволяет настроить обратную зону для выданных адресов, также позволяет использовать собственную подсеть и BGP. Требует регистрации на сайте;
- SixxS[3]. Использует автоматически настраивамые туннели по протоколам 6in4 и AYIYA, выделяет подсеть /64 или /48, позволяет настроить обратную зону для адресов, также позволяет передачу multicast. Увы, более невозможно зарегистрировать новую учетную запись, о чем ясно указано на заглавной странице.
- gogo6/Freenet6[4]. Использует автоматически настраиваемые туннели по протоколу 6in4 (с настройкой по TSP — Tunnel Setup Protocol), выделяет подсеть /56, позволяет настроить обратную зону. Регистрация необязательная;
- NetAssist[5]. Автоматически настраиваемые туннели по протоколу SIT. Предоставляется сеть /48. Основным отличием от других сервисов является присутствие IPv4 стороны тоннеля в украинской точке обмена трафиком UA-IX.